# سندرو
سندرو (به مجاری:  Szendrő) یک منطقهٔ مسکونی در مجارستان است که در ناحیه ادلنی واقع شده‌است. سندرو ۵۳٫۵۶ کیلومتر مربع مساحت و ۴٬۲۶۰ نفر جمعیت دارد.